# Mia Stauß
Mia Anna Stauß (* 1. August 2002 in Erfurt) ist eine deutsche Volleyballspielerin.

## Karriere
Stauß begann ihre Karriere in den Nachwuchsmannschaften von Schwarz-Weiss Erfurt. Ende 2016 wurde sie erstmals in die Juniorinnen-Nationalmannschaft berufen. Dabei wechselte sie vom Außenangriff auf die Libera-Position. Von 2017 bis 2019 spielte sie beim Nachwuchsteam VC Olympia Dresden in der 2. Bundesliga. Unter diesem Kader gewann Stauß 2019 Jugend trainiert für Olympia und qualifizierte sich für die Jugendweltmeisterschaft. Anschließend kehrte sie nach Erfurt zurück, wo sie seit der Saison 2019/20 zum Bundesliga-Kader gehört. Mit 17 Jahren feiert sie dort ihr erstes Bundesligadebüt. An 
Im Beachvolleyball nahm Stauß mit wechselnden Partnerinnen an einigen Nachwuchsmeisterschaften teil. 2017 qualifizierte sie sich für die Schulweltmeisterschaft im Beachvolleyball auf Tahiti. Dort vertrat sie Deutschland und holte als einziges deutsches Team einen Podiumsplatz und sicherte sich den 3. Platz bei dieser SWM. 2020 gewann sie unter anderem auch die Mix Landesmeisterschaft mit Len Spankowski.